# 举人
舉人，為一種士人的身份，等級在生員之上。雅稱「孝廉」、「發解」、「發達」、「鄉進士」、「鄉先進」、「鄉進」等。明清時俗稱「老爺」。

## 沿革
漢代取士用人無考試之法，皆令郡太守、諸侯國國相薦舉，獲薦舉者稱為舉人。
唐、宋時稱可以應進士考試者為舉人。
明、清時，則稱鄉試中試（称为“中举”）者為舉人，亦稱為「大會狀」、「大春元」。第一名稱為解元，而因明代科举有以五经取士，乡试每经取一名为首，列前五名稱為「经魁」。清代也沿襲稱鄉試前五名稱為經魁。北闈第一名按慣例須為直隸籍人，為「北元」；南方各省考中第二名也稱元，為「南元」。

## 图集

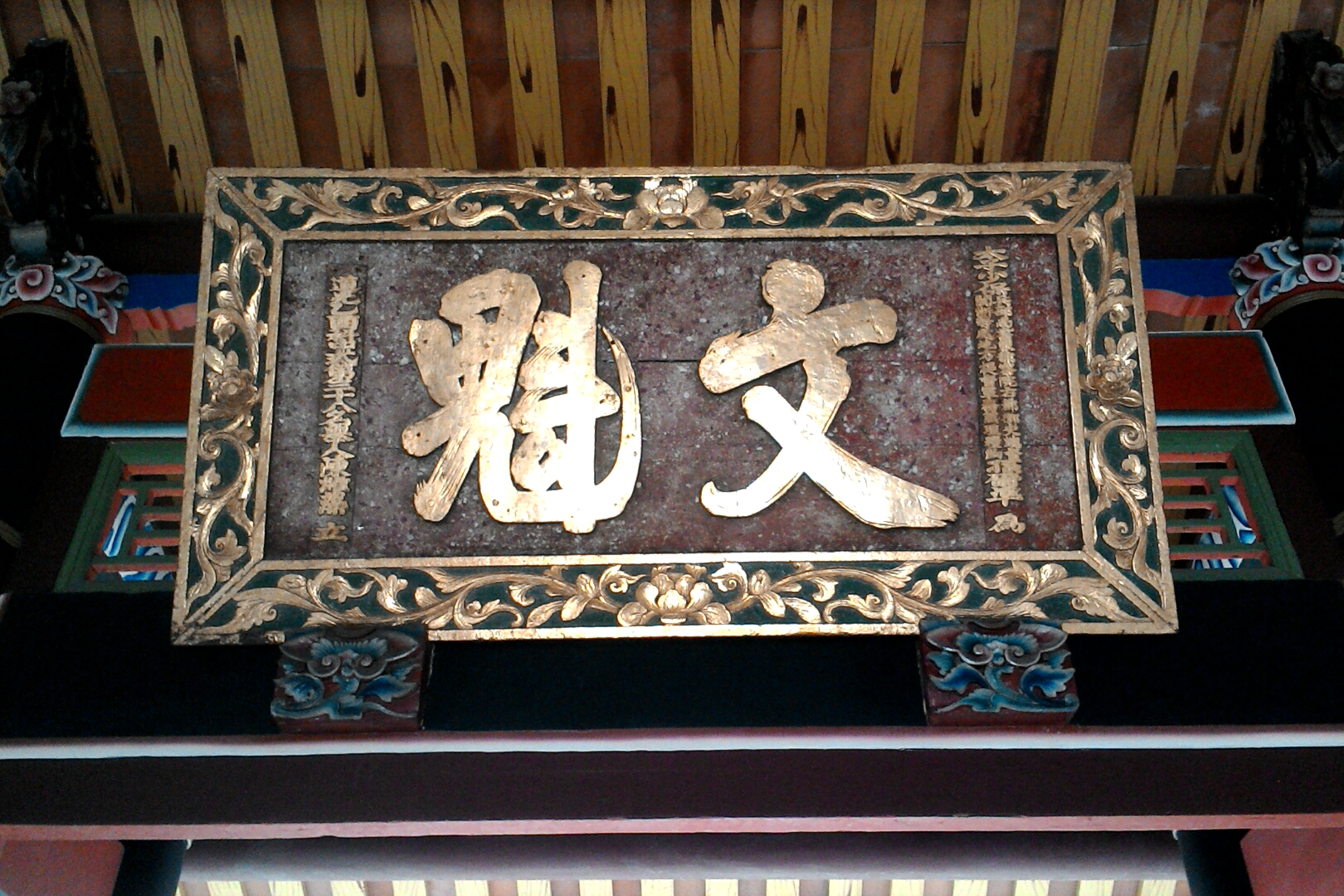
陳悅記祖宅中閩浙總督孫爾準所贈「文魁」匾額，1825年。
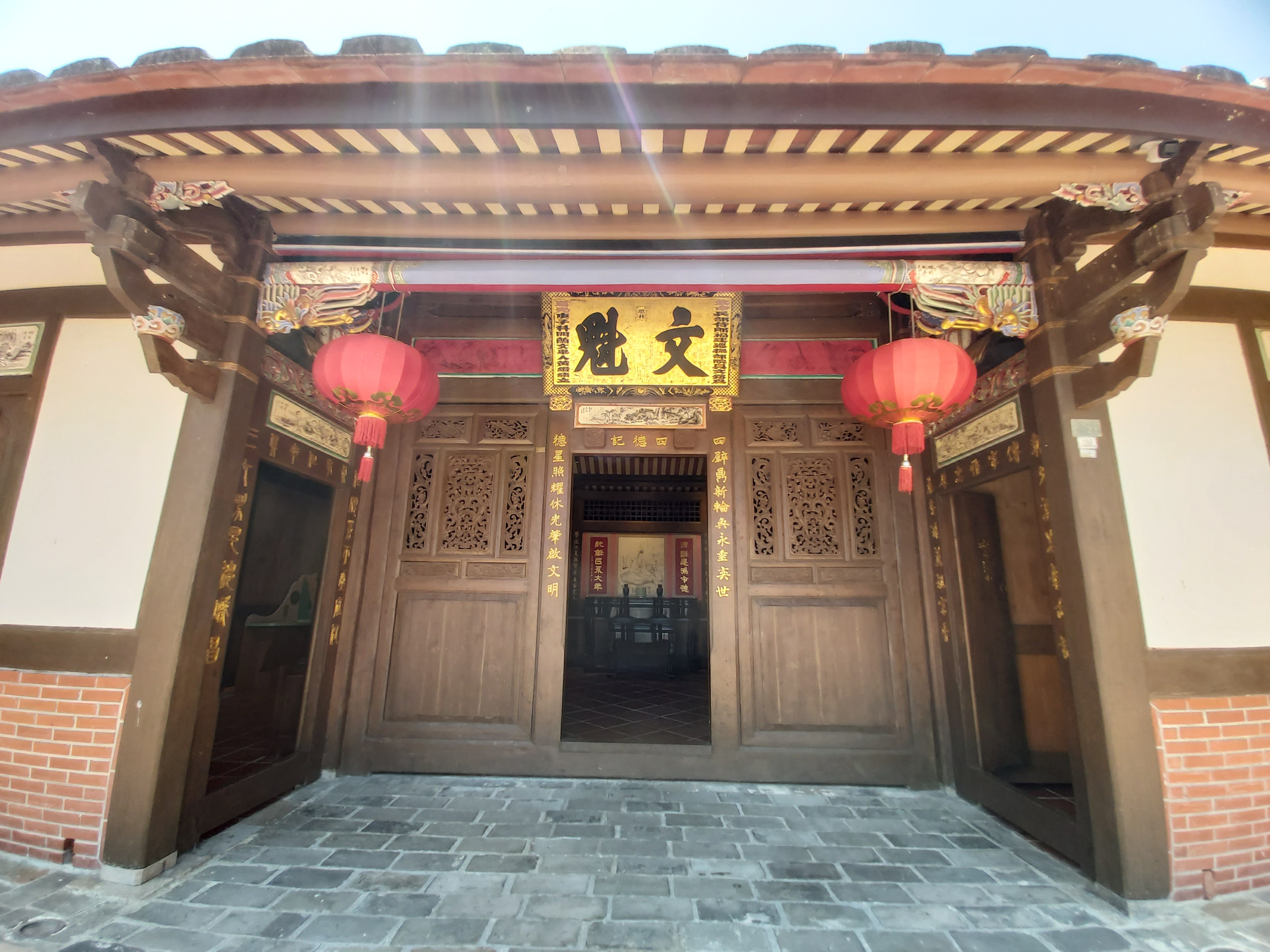
黃舉人宅中福建巡撫吳文鎔所贈「文魁」匾，1840年。
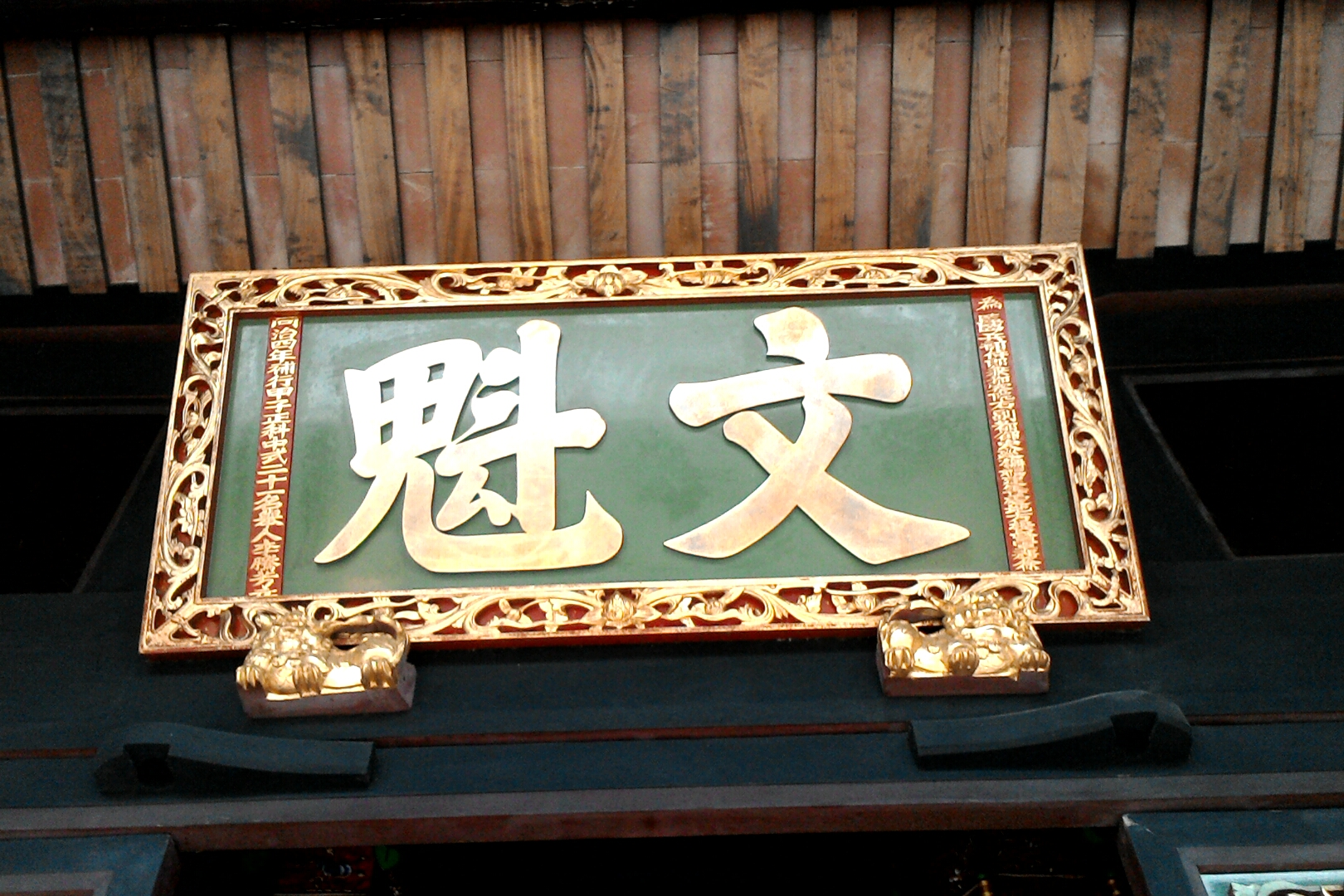
李騰芳古宅中福建巡撫徐宗幹所贈「文魁」匾，1865年。
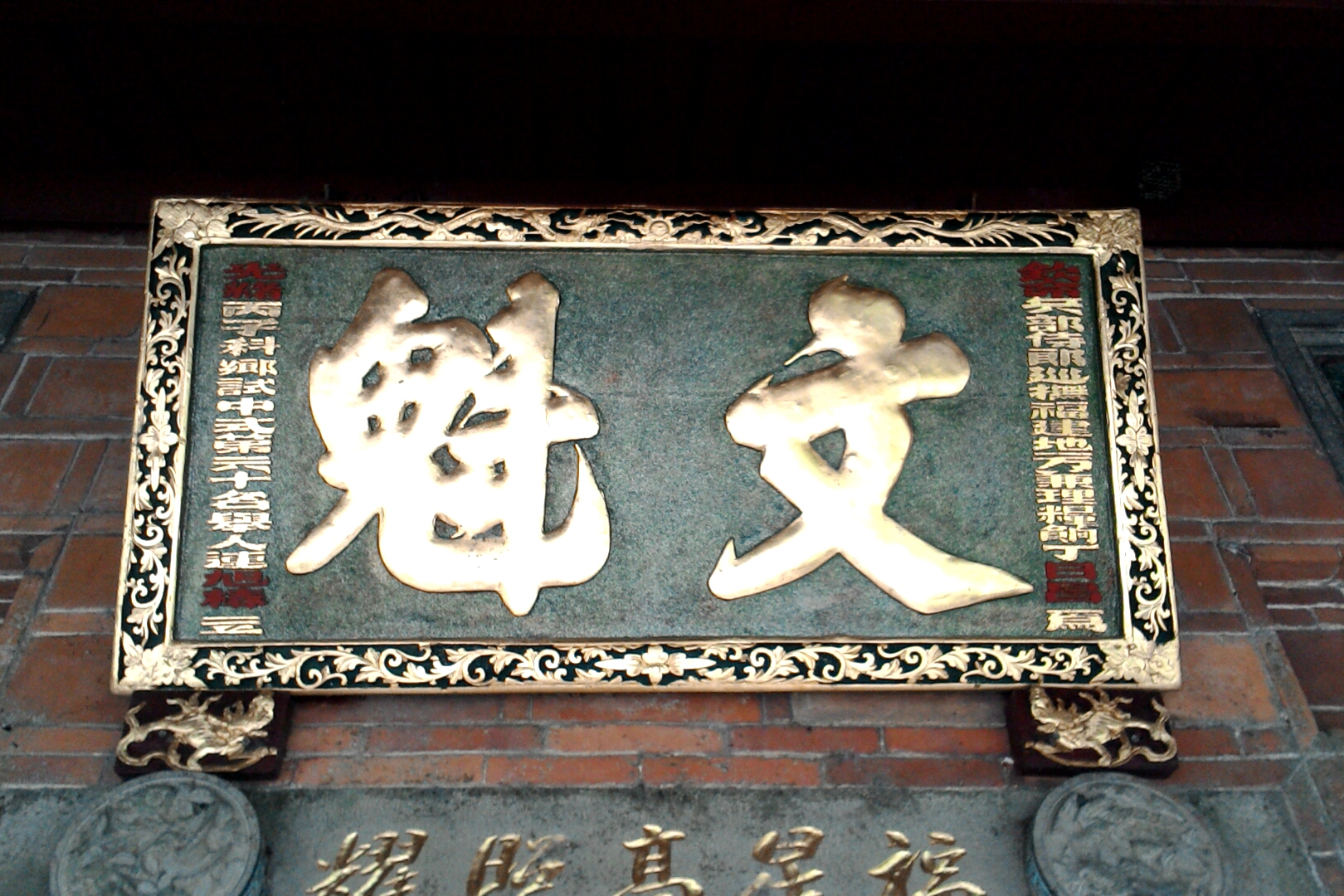
連舉人厝中福建巡撫丁日昌所贈「文魁」匾額，1876年。

## 研究書目
- 張仲禮著，費成康等譯：《中國紳士的收入》（上海：上海社會科學院出版社，2001）。